# Kentucky (U-Boot)
Die Kentucky (SSBN-737) ist ein Atom-U-Boot der United States Navy und gehört der Ohio-Klasse an. Als U-Boot mit ballistischen Raketen (Ship Submersible Ballistic Nuclear) führt sie 24 Interkontinentalraketen mit.

## Geschichte
Die Kentucky wurde 1987 bei Electric Boat auf Kiel gelegt, lief 1990 vom Stapel und wurde ein Jahr darauf in Dienst gestellt.
Die Aufgabe der Kentucky ist es, mit 24 Interkontinentalraketen auf Abschreckungspatrouillen zu gehen. Im Rahmen einer solchen Fahrt kollidierte die Kentucky am 19. März 1998 mit einem Jagd-U-Boot der Los-Angeles-Klasse, der San Juan (SSN-751). Zum Zeitpunkt des Unglücks war die San Juan getaucht, die Kentucky befand sich an der Wasseroberfläche. Bei der San Juan wurde der vordere Ballasttank aufgerissen, die Kentucky erlitt keine Schäden, ebenso wurde niemand verletzt. Beide Boote fuhren unter eigener Kraft in ihre Basen, wo sie untersucht wurden. Der Heimathafen der USS Kentucky ist Bangor/Washington.
Am 7. November 2015 startete das U-Boot testweise eine Trident-II-Interkontinentalrakete (ohne Sprengkopf) im Pazifik nahe Kalifornien. Die Lichterscheinung am Nachthimmel wurde von vielen Menschen beobachtet.